# Hiệp ước hòa bình

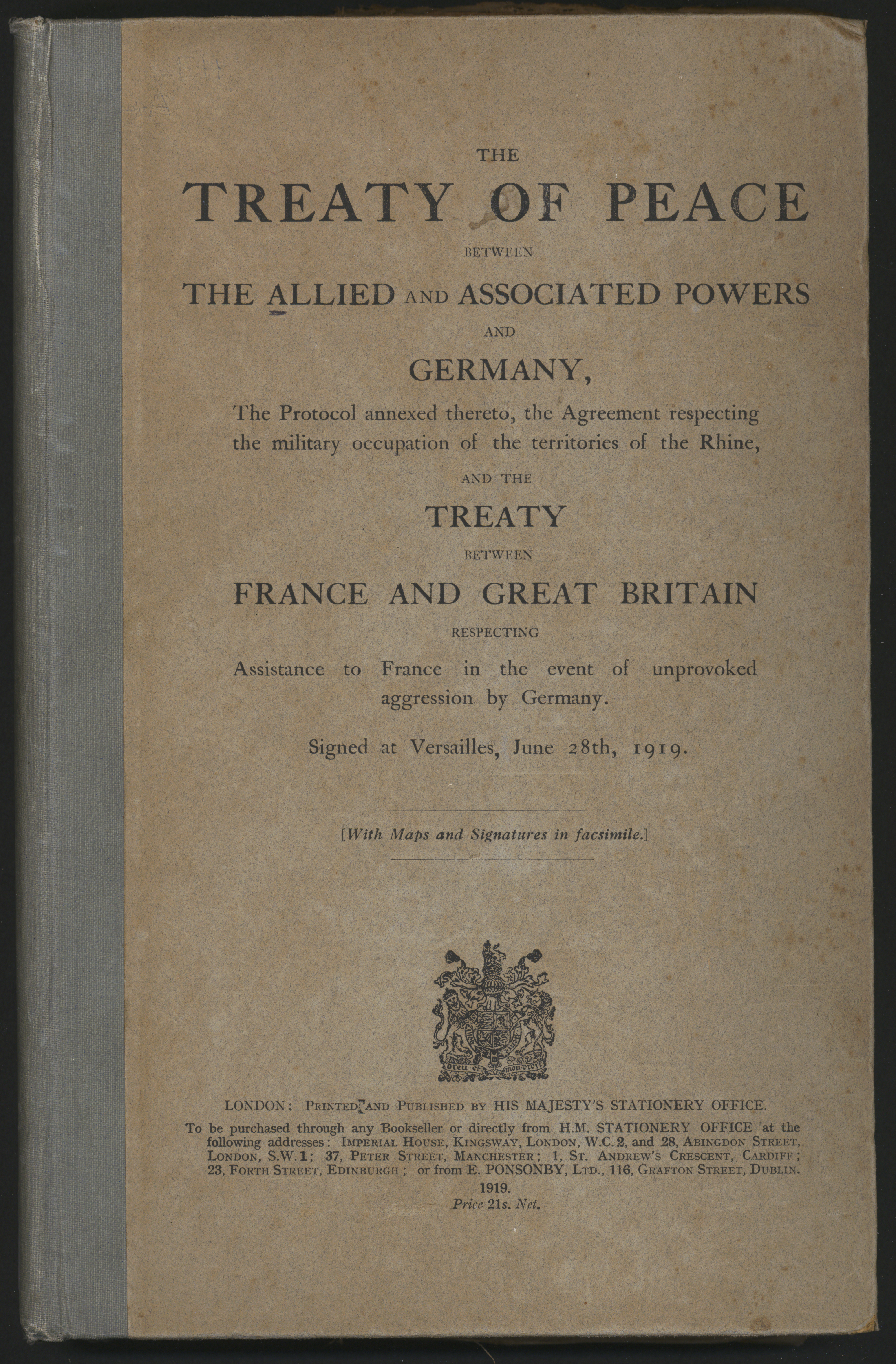
Hòa ước Versailles, được ký kết khi Thế chiến I kết thúc

Hiệp ước hòa bình hay hòa ước là một thỏa thuận giữa hai hoặc nhiều bên thù địch, thường là các quốc gia hoặc chính phủ, nhằm chính thức chấm dứt tình trạng chiến tranh giữa các bên. Nó khác với một hiệp định đình chiến, là một thỏa thuận để chấm dứt các hành động thù địch; một sự đầu hàng, trong đó một đội quân đồng ý từ bỏ vũ khí; hoặc ngừng bắn hoặc đình chiến, trong đó các bên có thể đồng ý tạm thời hoặc vĩnh viễn ngừng giao tranh. Nghệ thuật đàm phán một hiệp ước hòa bình trong thời kỳ hiện đại đã được học giả pháp lý Christine Bell gọi là lex pacificatoria, với một hiệp ước hòa bình có khả năng đóng góp vào khuôn khổ pháp lý điều chỉnh thời kỳ hậu xung đột, hay còn gọi là jus post bellum .

## Các yếu tố của hiệp ước
Nội dung của một hiệp ước thường phụ thuộc vào bản chất của cuộc xung đột được nhắc đến. Trong trường hợp xung đột lớn giữa nhiều bên, có thể có một điều ước quốc tế bao gồm tất cả các vấn đề hoặc điều ước riêng được ký kết giữa mỗi bên.
Có nhiều vấn đề có thể xảy ra có thể được đưa vào một hiệp ước hòa bình như sau:
- Phân định chính thức các đường biên giới
- Quy trình giải quyết tranh chấp trong tương lai
- Tiếp cận và phân bổ tài nguyên
- Tình trạng của người tị nạn
- Tình trạng của tù nhân chiến tranh
- Xử lý các khoản nợ hiện có
- Định nghĩa hành vi không được phép
- Việc áp dụng lại các hiệp ước hiện có

Trong lịch sử hiện đại, một số tình huống xung đột khó xử lý nhất định có thể được đưa đến tình trạng ngừng bắn trước khi chúng được giải quyết thông qua một tiến trình hòa bình, trong đó mỗi bên thực hiện một số bước riêng biệt để đạt được mục tiêu cuối cùng mong muốn của cả hai là hòa bình và ký kết một hiệp ước.